# Sulzbachviadukt

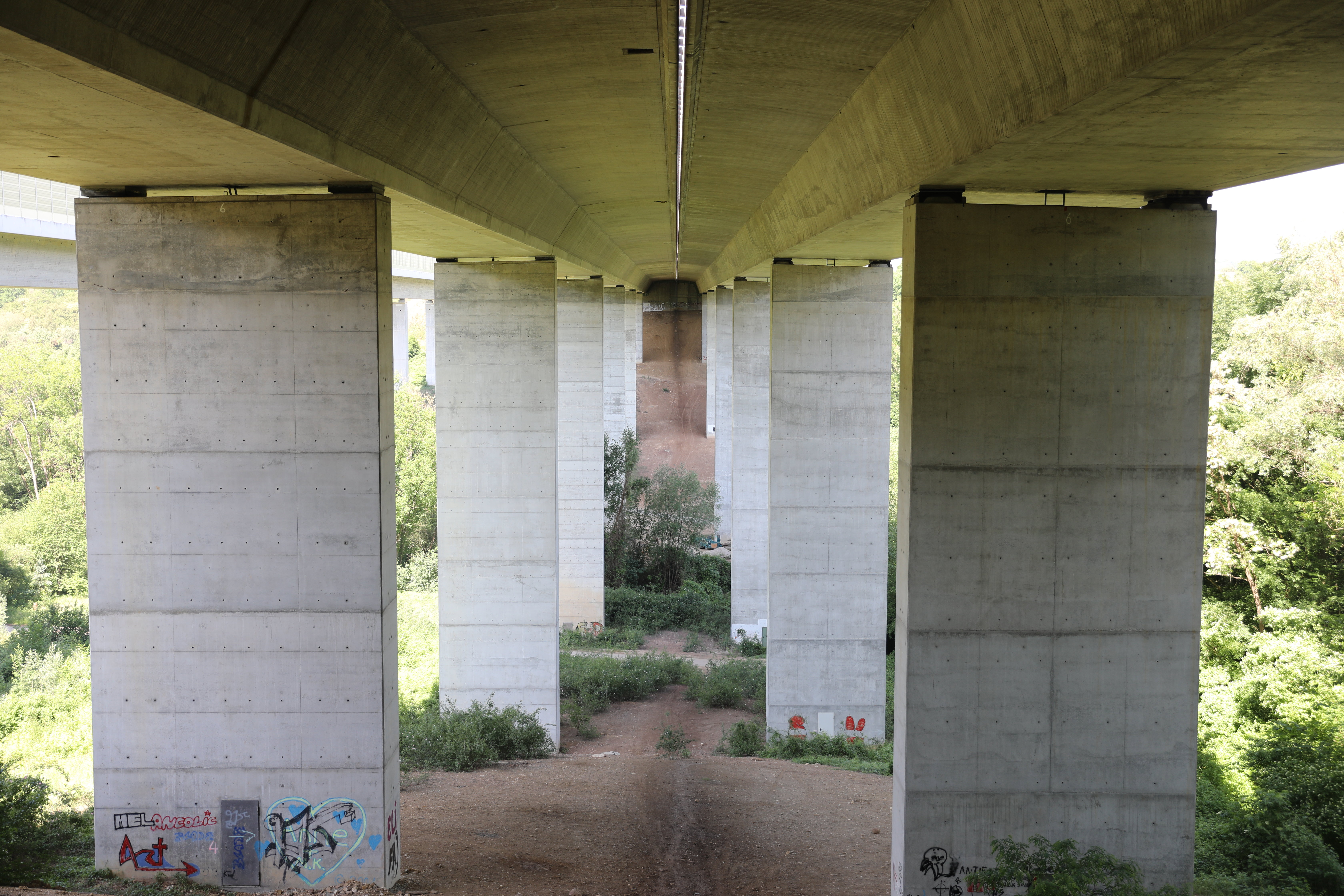
Brückenuntersicht der Sulzbachtalbrücke bei Denkendorf

Die Sulzbachtalbrücke befindet sich auf der Gemarkung der Gemeinde Denkendorf in Baden-Württemberg. Die Brücke führt den Verkehr der Bundesautobahn 8 zwischen den Anschlussstellen Wendlingen und Esslingen über eine Talmulde mit dem namensgebenden Sulzbach.
Das Spannbetonbauwerk besteht aus jeweils einer dreistreifigen Balkenbrücke mit sieben Öffnungen für jede Richtungsfahrbahn. Es ist 365,4 Meter lang und maximal 42 Meter hoch. Die Stützweiten betragen zwischen 40,6 Metern in den beiden Endfeldern und 63,8 Metern im mittleren Feld.

## Geschichte
Die erste Autobahnbrücke wurde von 1934 bis 1936 errichtet. Das rund 20 Meter breite Bauwerk entwarfen Karl Schaechterle und Fritz Leonhardt unter architektonischer Beratung von Paul Bonatz als stählerne Balkenbrücke, die von schlanken Stahlrahmen getragen wurde. Die Rahmen hatten oben einen kräftigen Querriegel und waren oben und unten gelenkig gelagert. Am 18. April 1945 sprengte die Wehrmacht das Bauwerk. Die Reste der alten Stahlbrücke wurden beim Bau der Mainbrücke Wertheim wiederverwendet.
In den Jahren 1952 bis 1954 folgte der Wiederaufbau der Balkenbrücke in gleicher Geometrie als Stahlverbundkonstruktion mit einer vorgespannten Fahrbahnplatte nach Plänen von Hellmut Homberg. Ein Fußgelenk eines Stützenrahmens ist vor Ort aufgestellt.
1978 bis 1980 folgte im Rahmen des sechsstreifigen Ausbaus der Autobahn zuerst der Bau eines parallelen Spannbetonbauwerks für die Richtungsfahrbahn Ulm. Danach wurde die alte Brücke von 1954 gesprengt und an gleicher Stelle auf den alten Fundamenten die zweite Spannbetonbrücke für die andere Richtungsfahrbahn errichtet, die 1984 fertiggestellt war. Die Herstellung der Hohlkastenbrücken erfolgte mit dem Taktschiebeverfahren.